# Advanced Telecommunications Computing Architecture

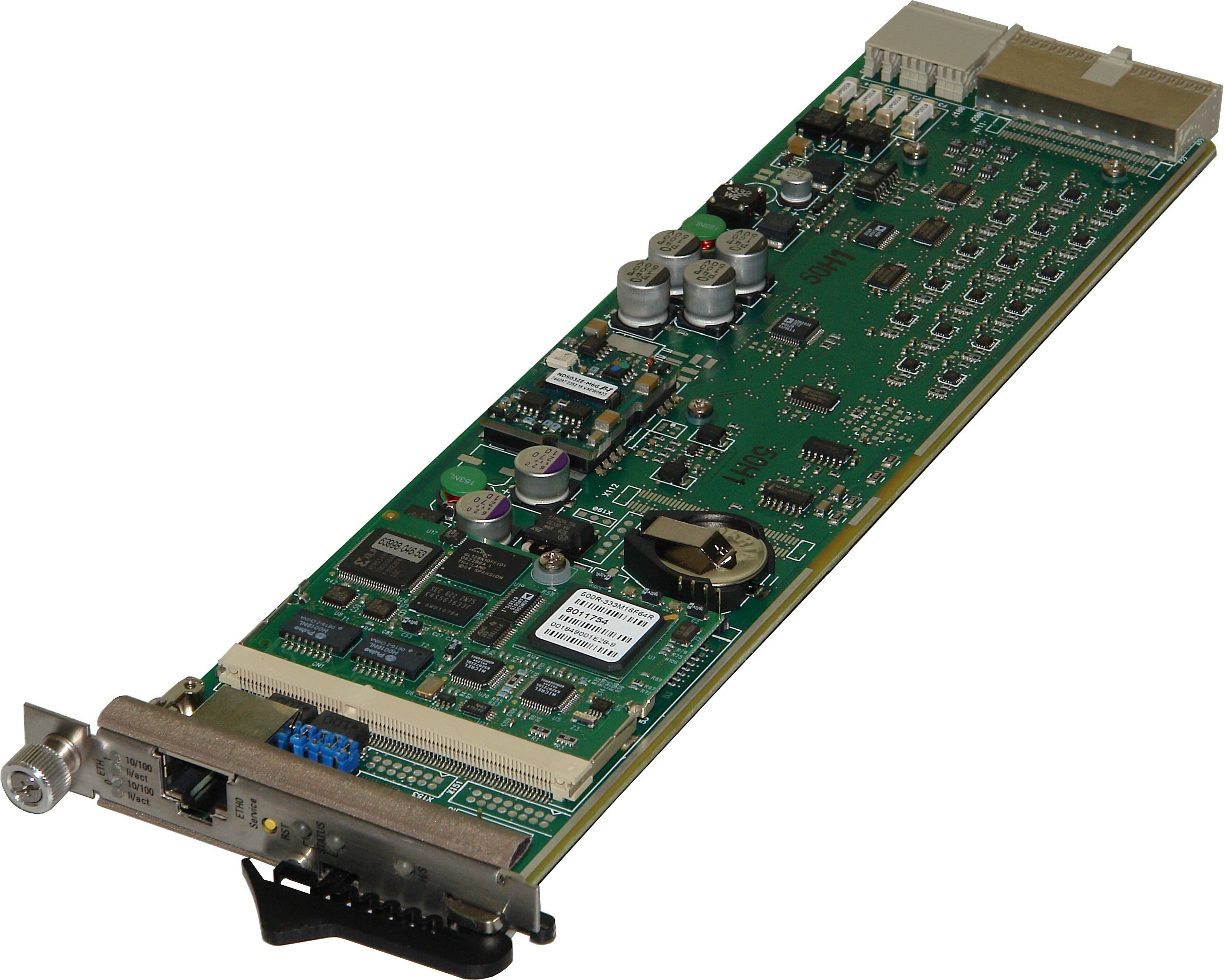
ATCA Shelf Manager. Embalaje electrónico de Pentair.

Advanced Telecommunications Computing Architecture (ATCA o AdvancedTCA) es un conjunto de especificaciones del PCI Industrial Computer Manufacturers Group (PICMG) denominado oficialmente PICMG 3.x está pensado para la fabricación de dispositivos de comunicaciones de alto rendimiento. Definiendo sus especificaciones estándares de comunicación y fabricación para chasis y módulos de comunicaciones.